# Gao Erwei
Gao Erwei –en xinès, 高二偉– (15 de maig de 1968) és un esportista xinès que va competir en judo, guanyador d'una medalla de bronze als Jocs Asiàtics de 1990 en la categoria de –65 kg.

## Palmarès internacional
| Jocs Asiàtics | Jocs Asiàtics             | Jocs Asiàtics | Jocs Asiàtics |
| Any           | Lloc                      | Medalla       | Categoria     |
| ------------- | ------------------------- | ------------- | ------------- |
| 1990          | Pequín ( R.P. de la Xina) | 3             | –65 kg        |